# Madrid Open 2013

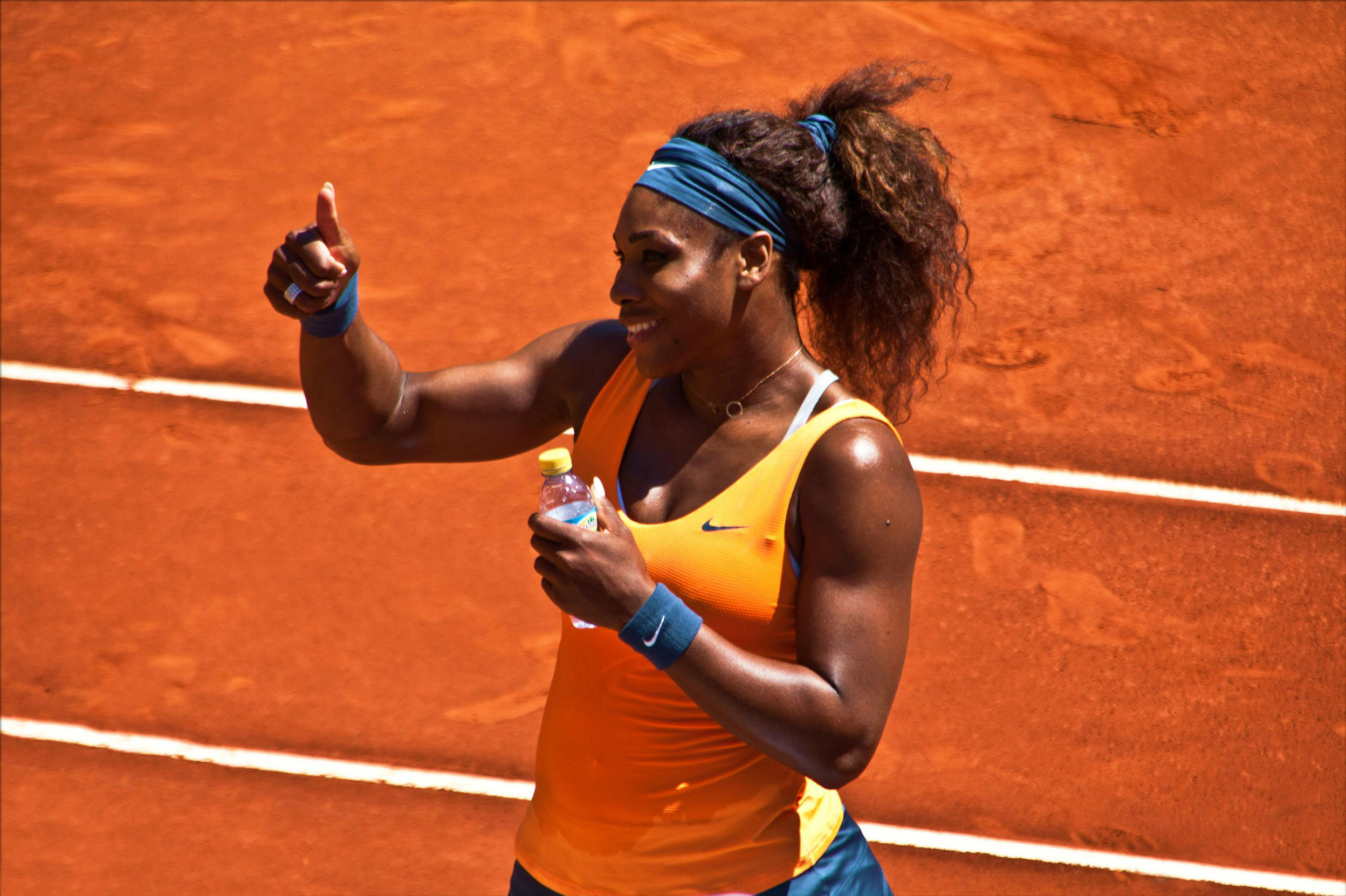
Serena Williams al Madrid Open 2013

Il Madrid Open 2013, ufficialmente Mutua Madrid Open 2013 per motivi di sponsorizzazione, è stato un torneo di tennis disputato sulla terra rossa. È stata la dodicesima edizione ATP, e la quinta WTA del Madrid Open. Faceva parte della categoria ATP World Tour Masters 1000 nell'ambito dell'ATP World Tour 2013, e dei tornei Premier Mandatory nell'ambito del WTA Tour 2013. Entrambe le competizioni, maschile e femminile, si sono giocate nella Caja Mágica di Madrid, in Spagna, dal 6 al 12 maggio 2013.

## Partecipanti ATP

### Teste di serie
| Giocatore             | Nazione     | Ranking | Testa di serie* |
| --------------------- | ----------- | ------- | --------------- |
| Novak Đoković         | Serbia      | 1       | 1               |
| Roger Federer         | Svizzera    | 2       | 2               |
| Andy Murray           | Regno Unito | 3       | 3               |
| David Ferrer          | Spagna      | 4       | 4               |
| Rafael Nadal          | Spagna      | 5       | 5               |
| Tomáš Berdych         | Rep. Ceca   | 6       | 6               |
| Juan Martín del Potro | Argentina   | 7       | 7               |
| Jo-Wilfried Tsonga    | Francia     | 8       | 8               |
| Richard Gasquet       | Francia     | 9       | 9               |
| Janko Tipsarević      | Serbia      | 10      | 10              |
| Marin Čilić           | Croazia     | 11      | 11              |
| Nicolás Almagro       | Spagna      | 12      | 12              |
| Milos Raonic          | Canada      | 13      | 13              |
| Tommy Haas            | Germania    | 14      | 14              |
| Kei Nishikori         | Giappone    | 15      | 15              |
| Stan Wawrinka         | Svizzera    | 16      | 16              |

* Teste di serie basate sul ranking al 29 aprile 2013.

### Altri partecipanti
I seguenti giocatori hanno ricevuto una wild card per il tabellone principale:
- Pablo Andújar
- Marius Copil
- Javier Martí
- Tommy Robredo

I seguenti giocatori sono passati dalle qualificazioni:

- Tobias Kamke
- Xavier Malisse
- Robin Haase
- Santiago Giraldo
- João Souza
- Guillermo García López
- Jesse Levine

## Partecipanti WTA

### Teste di serie
| Giocatrice  | Nazione             | Ranking | Testa di serie* |
| ----------- | ------------------- | ------- | --------------- |
| Stati Uniti | Serena Williams     | 1       | 1               |
| Russia      | Marija Šarapova     | 2       | 2               |
| Bielorussia | Viktoryja Azaranka  | 3       | 3               |
| Polonia     | Agnieszka Radwańska | 4       | 4               |
| Cina        | Na Li               | 5       | 5               |
| Germania    | Angelique Kerber    | 6       | 6               |
| Italia      | Sara Errani         | 7       | 7               |
| Rep. Ceca   | Petra Kvitová       | 8       | 8               |
| Australia   | Samantha Stosur     | 9       | 9               |
| Danimarca   | Caroline Wozniacki  | 10      | 10              |
| Russia      | Nadia Petrova       | 11      | 11              |
| Italia      | Roberta Vinci       | 12      | 12              |
| Russia      | Marija Kirilenko    | 13      | 13              |
| Francia     | Marion Bartoli      | 14      | 14              |
| Slovacchia  | Dominika Cibulková  | 15      | 15              |
| Serbia      | Ana Ivanović        | 16      | 16              |

* Teste di serie basate sul ranking al 29 aprile 2013.

### Altre partecipanti
Le seguenti giocatrici hanno ricevuto una wild card per il tabellone principale:
- Lourdes Domínguez Lino
- Simona Halep
- Daniela Hantuchová
- Anabel Medina Garrigues
- Sílvia Soler Espinosa

Le seguenti giocatrici sono passate dalle qualificazioni:

- María Teresa Torró Flor
- Christina McHale
- Lesja Curenko
- Julija Putinceva
- Alexandra Dulgheru
- Chanelle Scheepers
- Camila Giorgi
- Bethanie Mattek-Sands

## Punti e montepremi
Il montepremi è di € 2.835.000 per il torneo ATP e € 4.033.254 per il torneo WTA.
| Torneo              | Torneo              | V       | F       | SF      | QF     | 3T     | 2T     | 1T     | Q  | Q3     | Q2    | Q1    |
| Singolare maschile  | Punti               | 1000    | 600     | 360     | 180    | 90     | 45     | 10     | 25 | 0      | 16    | 0     |
| Singolare maschile  | Premi in denaro (€) | 585.800 | 287.225 | 144.560 | 73.510 | 38.170 | 20.125 | 10.865 | –  | 0      | 2.505 | 1.275 |
| Doppio maschile     | Punti               | 1000    | 600     | 360     | 180    | 90     | 0      | –      | –  | –      | –     | –     |
| Doppio maschile     | Premi in denaro (€) | 181.400 | 88.800  | 44.550  | 22.860 | 11.820 | 6.240  | –      | –  | –      | –     | –     |
| Singolare femminile | Punti               | 1000    | 700     | 450     | 250    | 140    | 50     | 5      | 30 | 20     | 1     | –     |
| Singolare femminile | Premi in denaro ($) | 613.000 | 313.000 | 149.500 | 70.000 | 33.000 | 17.500 | 8.750  | 0  | 2.2375 | 1.140 | –     |
| Doppio femminile    | Punti               | 1000    | 700     | 450     | 250    | 140    | 5      | –      | –  | –      | –     | –     |
| Doppio femminile    | Premi in denaro ($) | 199.000 | 100.000 | 45.000  | 18.975 | 9.500  | 5.000  | –      | –  | –      | –     | –     |

## Campioni

### Singolare maschile
Rafael Nadal ha sconfitto in finale  Stan Wawrinka per 6-2, 6-4.
- È il 55º titolo in carriera per Nadal, il quinto della stagione, il terzo a Madrid e il 40° sulla terra rossa.

### Singolare femminile
Serena Williams ha sconfitto in finale  Marija Šarapova per 6-1, 6-4.
- È il cinquantesimo titolo in carriera per Serena Williams e il quarto in stagione.

### Doppio maschile
Bob Bryan /  Mike Bryan hanno sconfitto in finale  Alexander Peya /  Bruno Soares per 6-2, 6-3.

### Doppio femminile
Anastasija Pavljučenkova /  Lucie Šafářová hanno sconfitto in finale  Cara Black /  Marina Eraković per 6-2, 6-4.